# Dave Burrows
Pour les articles homonymes, voir David Burrows et Burrows.
Dave James Burrows (né le 11 janvier 1949 à Toronto dans la province de l'Ontario au Canada) est un joueur professionnel de hockey sur glace de la Ligue nationale de hockey (LNH). Après sa carrière junior, il joue dix saisons dans la LNH en tant que défenseur dont sept complètes avec les Penguins de Pittsburgh avant de passer un peu plus de deux ans avec les Maple Leafs de Toronto.
Il met fin à sa carrière après avoir joué la saison 1980-1981 avec les Penguins. Même s'il ne marque que peu de points au cours de sa carrière, il a un rôle important sur glace, rôle qui est salué par trois Matchs des étoiles.

## Biographie

### Ses débuts
Burrows naît à Toronto le 11 janvier 1949 et grandit aux alentours du Maple Leaf Gardens, salle des Maple Leafs de Toronto de la Ligue nationale de hockey où évolue Tim Horton, son idole. Il fait ses débuts comme défenseur en jouant avec les Dixie Beehives, une équipe de Weston en 1967-1968, ; bien qu'il soit fan des Maple Leafs, il rejoint l'organisation des Black Hawks de Chicago au cours de cette même saison et joue également avec les Black Hawks de Saint Catharines dans l'Association de hockey de l'Ontario.
Lors de la saison suivante, il joue l'intégralité des matchs de son équipe, inscrivant trois buts et réalisant seize passes décisives. Avec soixante-quatorze points, l'équipe termine à la deuxième place derrière le Canadien junior de Montréal.
Burrows devient professionnel au début de la saison 1969-1970 ; il joue au cours de cette saison avec les Black Hawks de Dallas de la Ligue centrale de hockey (LCH) qui ne parviennent pas à se qualifier pour les séries éliminatoires. À la suite de l'élimination des Black Hawks de la LCH, il rejoint les Buckaroos de Portland de la Ligue de hockey de l'Ouest pour les séries ; deuxièmes de la saison régulière, les joueurs de Portland ne remportent par la Coupe « Lester Patrick » qui est gagnée par les Canucks de Vancouver.
Il joue sa dernière saison dans l'organisation de Chicago en 1970-1971 : avec les Black Hawks de Dallas, il termine deuxième de la ligue et joue les séries éliminatoires mais les Black Hawks perdent en finale contre les Knights d'Omaha.

### Avec les Penguins de Pittsburgh

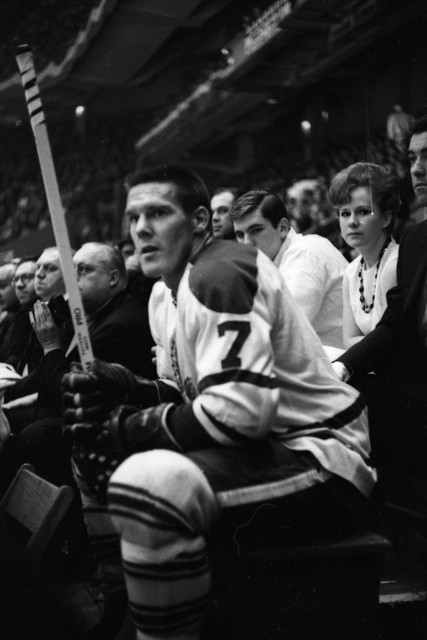
Tim Horton, idole de jeunesse de Burrows.

Dave Burrows est réclamé par les Penguins de Pittsburgh lors d'un repêchage interne de la LNH le 8 juin 1971, en même temps que son idole de jeunesse, Tim Horton. À la fin de la saison 1971-1972, sa nouvelle équipe termine à la quatrième place de la division de l'Ouest. Elle est éliminée dès le premier tour des séries éliminatoires de la Coupe Stanley en quatre matchs par l'ancienne franchise de Burrows, Chicago. Ce dernier termine avec onze points ne manquant qu'un seul match de la saison régulière et le jeune défenseur remporte le trophée Michel Brière, trophée interne de l'organisation récompensant la meilleure recrue de l'équipe.
Horton change une nouvelle fois de club pour la saison suivante et rejoint les Sabres de Buffalo alors que Burrows, qui participe à toutes les rencontres de Pittsburgh, compte vingt-sept points. Cinquièmes de la division Ouest, les Penguins ne parviennent pas à se qualifier pour les séries éliminatoires. Offensivement, l'équipe est menée par Syl Apps qui compte quatre-vingt-cinq points mais Burrows est tout de même désigné meilleur joueur de l'équipe.
Les Penguins terminent la saison 1973-1974 à la sixième place du classement et manquent une nouvelle fois les séries. Burrows est encore élu meilleur joueur de l'équipe mais cette fois en compagnie des joueurs de la Century Line composée du trio Syl Apps, Jean Pronovost et Lowell MacDonald. En compagnie de MacDonald et d'Al McDonough, le défenseur des Penguins joue le 27e Match des étoiles de la LNH.
Avant le début de la saison suivante, la LNH change de format en intégrant deux nouvelles franchises, les Scouts de Kansas City et les Capitals de Washington ; dix-huit équipes jouent désormais pour le gain de la Coupe Stanley et la LNH est organisée en quatre divisions. Les Penguins rejoignent la division Norris où ils finissent troisièmes et se qualifient pour les séries. Ils remportent le tour préliminaire contre les Blues de Saint-Louis en deux matchs mais ils perdent en quart de finale contre les Islanders de New York : après avoir remporté les trois premiers matchs, les Penguins laissent filer les quatre suivants dont le dernier sur le score de 1-0, but inscrit par Ed Westfall. Au cours de cette saison, les finances des Penguins sont au plus bas et la franchise est au bord de la faillite.
D'un point de vue individuel, Burrows connaît sa meilleure saison en 1975-1976 en comptant sept buts et vingt-neuf points ; il joue le Match des étoiles aux côtés de Pronovost et de Pierre Larouche. Ce dernier, qui joue sa deuxième saison dans la LNH, finit meilleur pointeur de la formation avec cent-onze réalisations ; il est le premier joueur de l'histoire des Penguins à dépasser la barre symbolique des cent points. L'équipe se qualifie pour les séries mais perd lors du tour préliminaire contre les Maple Leafs en trois matchs. Burrows est mis en avant au sein de l'équipe par le trophée Anthony « A.T. » Caggiano en tant que joueur ayant remporté le plus d'étoiles à la fin des matchs à domicile.
Les Penguins se qualifient pour les séries à l'issue de la saison 1976-1977 mais ils perdent à nouveau contre les Maple Leafs dès le tour préliminaire, une nouvelle fois en trois matchs. Burrows comptabilise neuf points dont trois buts à la fin de la saison, manquant une dizaine de rencontres des siens. Il parvient à inscrire dix points de plus lors de la saison suivante mais les Penguins manquent les séries avec la quatrième place de la division.

### Fin de carrière
Sept ans, jour pour jour après son dernier transfert, Burrows quitte la franchise des Penguins pour rejoindre l'équipe de sa région natale : les Maple Leafs de Toronto ;  il est échangé en retour de Randy Carlyle et de George Ferguson. Sa nouvelle formation termine la saison 1978-1979 à la troisième place de la division Adams. Qualifiés pour les séries, les Maple Leafs passent le premier tour en battant les Flames d'Atlanta en deux rencontres mais sont balayés 4-0 par les Canadiens de Montréal au tour suivant,.
Au cours de la saison suivante, il joue son troisième et dernier Match des étoiles à l'occasion de la 32e édition au côté de Darryl Sittler, son capitaine. Avant le début de la saison, la LNH ouvre ses portes à quatre des anciennes franchises de l'Association mondiale de hockey et le format des séries change une nouvelle fois avec un vrai premier tour à la place du tour préliminaire. L'équipe de Toronto est la quatrième équipe de la division Adams, joue les séries mais est éliminée dès le premier tour par les North Stars du Minnesota.
Après six matchs au début de la saison 1980-1981, Burrows quitte Toronto pour retourner jouer avec les Penguins ; il est alors échangé avec Paul Gardner contre Kim Davis et Paul Marshall. En soixante rencontres jouées, il ne marque que deux points, deux passes décisives, pour ce qui est alors sa dernière saison dans la LNH. Il joue avec les Penguins une dernière fois les séries mais ne participe qu'à un seul match alors que les siens perdent en cinq rencontres contre les Blues de Saint-Louis. Il met fin à sa carrière après 724 matchs joués dont 573 avec Pittsburgh, soit le quatrième joueur le plus utilisé de l'histoire de l'équipe à l'époque,. En 1992, l'équipe des Penguins crée son propre temple de la renommée et Burrows y est intronisé en 1996. En 2010, les Penguins dévoilent une liste des quinze meilleurs joueurs de l'histoire de la franchise et Burrows en fait partie aux côtés de Mario Lemieux, Ron Francis, Jaromír Jágr, Rick Kehoe,Kevin Stevens, Jean Pronovost, Paul Coffey, Larry Murphy, Ulf Samuelsson, Tom Barrasso, Syl Apps, Joe Mullen, Les Binkley et Pierre Larouche.

## Statistiques
| Saison     | Équipe                          | Ligue      |     | Saison régulière | Saison régulière | Saison régulière | Saison régulière | Saison régulière |   | Séries éliminatoires | Séries éliminatoires | Séries éliminatoires | Séries éliminatoires | Séries éliminatoires |
| Saison     | Équipe                          | Ligue      | PJ  | B                | A                | Pts              | Pun              | PJ               | B | A                    | Pts                  | Pun                  |                      |                      |
| 1967-1968  | Dixie Beehives                  | AHO B      |     |                  |                  |                  |                  |                  |   |                      |                      |                      |                      |                      |
| 1967-1968  | Black Hawks de Saint Catharines | AHO        | 9   | 0                | 3                | 3                | 4                |                  |   |                      |                      |                      |                      |                      |
| 1968-1969  | Black Hawks de Saint Catharines | AHO        | 54  | 3                | 16               | 19               | 36               |                  |   |                      |                      |                      |                      |                      |
| 1969-1970  | Black Hawks de Dallas           | LCH        | 69  | 4                | 9                | 13               | 45               |                  |   |                      |                      |                      |                      |                      |
| 1969-1970  | Buckaroos de Portland           | LHOu       | -   | -                | -                | -                | -                | 11               | 1 | 2                    | 3                    | 6                    |                      |                      |
| 1970-1971  | Black Hawks de Dallas           | LCH        | 67  | 1                | 11               | 12               | 49               | 10               | 0 | 2                    | 2                    | 4                    |                      |                      |
| 1971-1972  | Penguins de Pittsburgh          | LNH        | 77  | 2                | 10               | 12               | 48               | 4                | 0 | 0                    | 0                    | 4                    |                      |                      |
| 1972-1973  | Penguins de Pittsburgh          | LNH        | 78  | 3                | 24               | 27               | 42               |                  |   |                      |                      |                      |                      |                      |
| 1973-1974  | Penguins de Pittsburgh          | LNH        | 71  | 3                | 14               | 17               | 30               |                  |   |                      |                      |                      |                      |                      |
| 1974-1975  | Penguins de Pittsburgh          | LNH        | 78  | 2                | 15               | 17               | 49               | 9                | 1 | 1                    | 2                    | 12                   |                      |                      |
| 1975-1976  | Penguins de Pittsburgh          | LNH        | 80  | 7                | 22               | 29               | 51               | 3                | 0 | 0                    | 0                    | 0                    |                      |                      |
| 1976-1977  | Penguins de Pittsburgh          | LNH        | 69  | 3                | 6                | 9                | 29               | 3                | 0 | 2                    | 2                    | 0                    |                      |                      |
| 1977-1978  | Penguins de Pittsburgh          | LNH        | 67  | 4                | 15               | 19               | 24               |                  |   |                      |                      |                      |                      |                      |
| 1978-1979  | Maple Leafs de Toronto          | LNH        | 65  | 2                | 11               | 13               | 28               | 6                | 0 | 1                    | 1                    | 7                    |                      |                      |
| 1979-1980  | Maple Leafs de Toronto          | LNH        | 80  | 3                | 16               | 19               | 42               | 3                | 0 | 1                    | 1                    | 2                    |                      |                      |
| 1980-1981  | Maple Leafs de Toronto          | LNH        | 6   | 0                | 0                | 0                | 2                |                  |   |                      |                      |                      |                      |                      |
| 1980-1981  | Penguins de Pittsburgh          | LNH        | 53  | 0                | 2                | 2                | 28               | 1                | 0 | 0                    | 0                    | 0                    |                      |                      |
| Totaux LNH | Totaux LNH                      | Totaux LNH | 724 | 29               | 135              | 164              | 373              | 29               | 1 | 5                    | 6                    | 25                   |                      |                      |

## Trophées et honneurs personnels
- 1971-1972 : remporte le trophée Michel-Brière des Penguins en tant que recrue de l'équipe
- 1972-1973 : meilleur joueur des Penguins
- 1973-1974 :
  - joue le 27e Match des étoiles de la LNH
  - meilleur joueur des Penguins avec Syl Apps, Jean Pronovost et Lowell MacDonald
- 1975-1976 :
  - joue le 29e Match des étoiles de la LNH
  - remporte le trophée Anthony « A.T. » Caggiano en tant que joueur ayant remporté le plus d'étoiles à la fin des matchs à domicile des Penguins
- 1979-1980 : joue le 32e Match des étoiles de la LNH
- 1996 : admis au temple de la renommée des Penguins
- 2010 : sélectionné parmi les quinze meilleurs joueurs de l'histoire des Penguins